# Carl Adam Petri
Pour les articles homonymes, voir Petri.
Carl Adam Petri (né le 12 juillet 1926 à Leipzig et mort le 2 juillet 2010 à Siegburg) est un mathématicien allemand et un informaticien, qui fut professeur honoraire (Ehrenprofessor) de l'Université de Hambourg.

## Biographie
Petri a inventé les réseaux de Petri en 1962 dans une partie de sa thèse de doctorat : Kommunikation mit Automaten (Communication par les automates) à l'université technologique de Darmstadt. Il participa de manière significative à l'avancement du calcul parallèle et du calcul distribué, et aida à la définition de concepts modernes tels que les systèmes complexes et le management de workflow. Il se retira officiellement en 1991.
Ses contributions se situent dans le domaine large de la théorie des réseaux, ce qui inclut les modèles de coordination et la théorie de l'interaction, et le conduisit finalement vers l'étude formelle de la connexion de logiciels.

## Récompenses
- En 1993, il fut honoré avec la médaille Konrad-Zuse de la Société pour l'informatique.
- En 1996, il remporte la Werner von Siemens Ring (en), un prestigieux prix allemand en sciences techniques.
- Commandeur de l'ordre du Lion néerlandais (2003)
- En 2007, il a été honoré pour ses réalisations par le « Academy of Learning transdisciplinaire et d'études avancées (ATLAS) » par la "Médaille d'Or Académie d'honneur".
- En 2008, il a reçu le prix Pioneer informatique de l'IEEE[1].